# La clase de griego
La clase de griego (en coreano: 희랍어 시간, romanizado: Huilabeo Sigan) es una novela de 2011 de la escritora surcoreana Han Kang, Premio Nobel de Literatura 2024. Publicado originalmente en Corea del Sur el 10 de noviembre de 2011, en 2023 el libro fue publicado en español en 2023 por la editorial Random House, traducido por Sunme Yoon. 

## Argumento
Una mujer joven, recientemente muda, comienza a tomar clases de griego antiguo en un esfuerzo por recuperar el lenguaje de alguna manera. Su profesor, que poco a poco se está quedando ciego, se va acercando cada vez más a ella a medida que transcurren las clases. A medida que se conectan más íntimamente, exploran juntos sus dolores y tensiones internas.

## Desarrollo

### Proceso creativo
La clase de griego es la sexta novela de Han Kang. Ella ha confesado que su inspiración fue un bloqueo creativo que experimentó con anterioridad, que pudo superar leyendo a Borges: «Después de este periodo de bloqueo, pude completar mi cuarta novela y, de manera natural, surgió en mi mente la protagonista de la siguiente novela, una mujer que había perdido la capacidad de hablar. También el protagonista masculino que lee a Borges».

### Historial de publicaciones
La clase de griego se publicó por primera vez en Corea del Sur el 10 de noviembre de 2011 por Munhakdongne. La edición en inglés, traducida por Deborah Smith y Emily Yae Won, fue publicada por Hogarth Press el 18 de abril de 2023. Ese mismo año, fue publicado en español  por Random House, traducida por Sunme Yoon.

## Recepción
La novela recibió críticas mayoritariamente positivas tras su lanzamiento en inglés. Tanto Publishers Weekly como Kirkus Reviews publicaron reseñas positivas, elogiando la narrativa y la prosa de Han. San Francisco Chronicle describió a Han como «una de las escritoras más poco convencionales, perceptivas y verdaderamente innovadoras que publican hoy» en una reseña positiva, mientras que Los Angeles Times la elogió por «escribir sobre la incomodidad». Em Strang escribió en The Guardian que traducir el libro al inglés fue un beneficio ya que destacó la exploración temática del lenguaje del libro. Respecto a la versión traducida al español, el académico de la Facultad de Letras de la Universidad Católica de Chile, Marcelo González, afirmó que Han Kang es «una escritora muy íntima. “La clase de griego” es una novela de un cierto romanticismo, pero uno asiático, nada muy intenso, sino que todo muy soterrado, muy de silencios, muy de cosas no dichas».
Idra Novey, escribiendo para The New York Times Book Review, elogió el trabajo de los personajes de Han y los temas de la novela, pero señaló que la «voz de Han parecía menos segura» que en su obra anterior. Por el contrario, Alice O'Keefe de The Times fue más crítica y escribió que el lenguaje de Han podía ser «hermoso y sorprendente», pero criticó el tono oscuro de la novela. Una reseña en The Wall Street Journal coincidió, argumentando que los temas existenciales de la novela estaban mejor tratados en su libro anterior La vegetariana.